# Corticium botryohypochnoideum
Corticium botryohypochnoideum är en svampart som beskrevs av Warcup & P.H.B. Talbot 1962. Corticium botryohypochnoideum ingår i släktet Corticium och familjen Corticiaceae.   Inga underarter finns listade i Catalogue of Life.